# توروك 2: بذور الشر
توروك 2: بذور الشر Turok 2: Seeds of Evil هي لعبة فيديو مطلق النار من منظور شخص أول تم تطويرها بواسطة إغوانا للترفيه ونشرتها أكليم إنترتينمينت. هي اللعبة الثانية في سلسلة ألعاب الفيديو توروك وتكملة لـتوروك: صائد الديناصورات. تم إصدارها لوحدة التحكم نينتندو 64 في عام 1998ونقلت إلى  أجهزةالكمبيوتر مايكروسوفت ويندوز في عام 1999.
تتبع اللعبة قصة توروك وجهوده لمنع كيان أجنبي قوي من الهروب من حدود سفينة لايت شيب (سفينة الضوء) الخاصة به. وتم إصدار لعبة مختلفة من نفس الكون الخيالي، بعنوان توروك2: بذور الشر من أجل غيم بوي كلر جنباً إلى جنب مع لعبة نينتندو.
تتميز هذه اللعبة بحملة لاعب واحد تتكون من ستة مستويات ووضع متعدد اللاعبين حيث يمكن للعديد من اللاعبين التنافس ضد بعضهم البعض في عدة أنواع من الألعاب. وهو يدعم نينتندو 64 إكسبيرينس بك، والذي يتيح وضع رسومات اختياري عالي الدقة. تم تطوير اللعبة على مدار 21 شهراً وكان من المفترض في الأصل إصدارها بحجم 12 ميجا بايت بدون مكون متعدد اللاعبين، ولكن تم إصدارها في النهاية بحجم 32 ميجا بايت.
تلقت اللعبة تقييمات إيجابية للغاية من النقاد وبيعت 1.4 مليون نسخة في يناير 1999. وأشاد النقاد باللعبة لرسوماتها التفصيلية ومستوياتها العميقة وذكائها الاصطناعي المتقدم للأعداء. ومع ذلك، كان معدل عرض الإطارات غير المتسق للعبة وضباب المسافة الملحوظ من الموضوعات الشائعة للنقد. تم إصدار نسخة معدلة تم تطويرها بواسطة نايت دايف إستوديوز لنظام التشغيل مايكروسوفت ويندوز في عام 2017 ومن أجل إكس بوكس ون في عام 2018. تم إصدار النسخة المعدلة لجهاز نينتندو سويتش في عام 2019. وتم إصدار تكملة توروك 3: شادو أُف أبليفين(ظل النسيان) في عام 2000.

## طريقة اللعب
مثل سابقتها توروك 2: صائد الديناصورات بذور الشر هي لعبة إطلاق نار من منظور شخص أول حيث يلعب اللاعب دور توروك من منظور الشخص الأول، يمكن للاعب الركض والقفز وتسلق السلالم والسباحة والغوص تحت الماء لفترة زمنية محدودة، ويمكن للاعب أن يحمل عدداً غير محدود من الأسلحة، بدءاً من الأقواس والسهام إلى المسدسات والبنادق وقاذفة القنابل اليدوية وقاذفة اللهب ومسدس الرماح والأسلحة الأكثر تقدماً مثل (سيريبال بور)، والتي تطلق قذيفة صاروخية قادرة على الإمساك برؤوس العدو وقتلهم بالثقب في جماجمهم وانفجارهم. تتمتع توروك بقدر معين من الصحة والتي تقل عندما يهاجمها الأعداء. إذا تم استنفاد صحة توروك بالكامل، يفقد اللاعب نقطة واحدة من «قوة الحياة» ويتعين عليه متابعة اللعبة من نقطة تفتيش سابقة. إذا فقد اللاعب جميع نقاط «قوة الحياة» فستنتهي اللعبة. يمكن جمع مُوردي الذخيرة والصحة وقوة الحياة طوال اللعبة لزيادة موارد اللاعب.
للتقدم خلال اللعبة، يجب على اللاعب أن يغامر عبر ستة مستويات كبيرة مترابطة بواسطة منطقة المحور، في كل مستوى، يجب على اللاعب إكمال أهداف متعددة ثم الخروج من المستوى عبر بوابة معينة. تتراوح الأهداف من تدمير الأشياء إلى إنقاذ الرهائن وهزيمة الأعداء، عند الخروج من المستوى، يجب على اللاعب إما حماية (الطوطم) من قوات العدو أو هزيمة الزعيم أو كليهما، وعلى حسب المستوى الذي كان عليه اللاعب؛ تتطلب المستويات الثلاثة الأولى من اللاعب حماية (الطوطم)، بينما يتطلب المستويان الرابع والخامس من اللاعب حماية الطوطم ثم هزيمة رئيسه، والمستوى الأخير يتطلب من اللاعب هزيمة الرئيس. تتميز اللعبة بآلية _ آلية لمساعدة اللاعبين على التنقل عبر المستويات.
بمجرد اكتمال مستوى معين، يتم إرسال اللاعب إلى منطقة المحور، والتي تحتوي على ستة بوابات لكل مستوى من المستويات الفردية وبوابة تؤدي إلى الرئيس النهائي. يجب فتح جميع البوابات في منطقة المحور، باستثناء الأولى، باستخدام المفاتيح التي يجب جمعها في المستويات. ثم يجب العثور على المفاتيح التي تفتح البوابة إلى المستويين الثاني والثالث في المستوى الأول، وتوجد المفاتيح التي تفتح البوابة إلى المستوى الرابع في المستوى الثاني، والمفاتيح التي تفتح البوابة إلى المستوى الخامس موجودة في المستوى الثالث، والمفاتيح التي تفتح المستوى الأخير موجودة في المستويين الرابع والخامس. نتيجة لذلك، في لعبة نينتندو64، يمكن حفظ تقدم اللاعب في بوابات خاصة فقط، بينما يتيح إصدار مايكروسوفت ويندوز للاعبين حفظ اللعبة في أي وقت. في هذه البوابات، يمكن للاعب أيضاً استعادة صحة توروك وذخيرته بالكامل مرة واحدة لكل مستوى.
بالإضافة إلى مفاتيح المستوى، يحتوي كل مستوى على مفتاح «بريماجين» واحد. تفتح مفاتيح «بريماجين» الستة البوابة المؤدية إلى الزعيم النهائي في منطقة المحور وتتطلب من اللاعب استخدام التعويذات لجمعها. تمنح التعويذات توروك صلاحيات خاصة، مثل السماح له بالقفز لمسافات طويلة أو المشي فوق الحمم البركانية. لاستخدام قوة التعويذة، يجب على اللاعب جمع ريشة في مستوى ثم نقلها إلى غرفة التعويذة من هذا المستوى. هناك خمسة تعويذات في اللعبة وكل مستوى، باستثناء المستوى الأول، يتميز بالريشة وغرفة التعويذات. عادةً ما يتطلب مفتاح «بريماجين» من مستوى معين من اللاعب استخدام التعويذة من المستوى التالي، باستثناء مفتاح «بريماجين» من المستوى الأخير، والذي يتطلب من اللاعب استخدام أربعة تعويذات. لذلك، يحتاج اللاعب إلى إعادة إدخال بعض المستويات أكثر من مرة لجمع كل مفاتيح «بريماجين» وإكمال اللعبة.

### القطع
تبدأ توروك 2: بذور الشر مع ظهور توروك الجديد «جوشوا فير سيد»، من خلال بوابة لمواجهة أنثى غريبة تدعى «أدون»، تشرح أنه تم استدعاؤه من قبل حكماء الأرض المفقودة لاتفاق «لازاروس» لهزيمة «بريماجين» (وهو كيان أجنبي قوي تم سجنه في حطام سفينته الضوئية بعد محاولته مشاهدة إنشاء الكون) أدت هذه الحادثة إلى إنشاء الأرض المفقودة-عالم غريب حيث لا معنى للوقت. إستيقظت «بريماجين» من أحداث صائد الديناصور، وحشدت العديد من سلالات المخلوقات البدائية من الأرض المفقودة لتدمير خمسة طواطم للطاقة، وهي أجهزة قوية ربطت «بريماجين» بسفينة لايت الخاصة به. سيسمح تدمير «طواطم» الطاقة هذه لـ بريماجين بالهروب من حدود سفينته الضوئية، وستدمر موجة الصدمة الناتجة، الكون المعروف.
بينما يهزم «جوشوا» جيوش «بريماجين» عبر الأرض المفقودة ويكتسب قوى سحرية قديمة من غرف التعويذات المقدسة، يحاول كيان غامض يطلق على نفسه اسم «أوبليفشن» إحباط سعيه من خلال إنشاء نسخ مزيفة من بوابات غرفة التعويذات التي تؤدي إلى مناطق يسكنها خدمها (أكلة لحم). في النهاية، تمكن «جوشوا» من الوصول إلى سفينة الإنارة في «بريماجين» وهزيمة «بريماجين» نفسه. في نهاية اللعبة، تصرح«أدون» أن القوة الغامضة التي تآمرت ضد «جوشوا» أثناء سعيه لا تزال موجودة، مما يمهد الطريق لتكملة توروك 3: شادو أُف أبليفين (ظل النسيان).

### متعددة اللاعبين
بالإضافة إلى وضع اللاعب الفردي، تتميز توروك 2: بذور الشر بوضع متعدد اللاعبين حيث يمكن للاعبين المختلفين التنافس ضد بعضهم البعض في العديد من أنواع الألعاب. يمكن تغيير خيارات مثل الحد الزمني، وخريطة للعب عليها، وشخصيات للعب كما يمكن تغييرها لتتناسب مع تفضيلات اللاعب. كل شخصية لها نقاط قوتها وضعفها، مع قدرة البعض على تجديد الصحة. تدعم الألعاب متعددة اللاعبين في إصدار نينتندو 64 من اللعبة ما يصل إلى أربعة لاعبين عبر تقسيم الشاشة. في المقابل، تدعم الألعاب متعددة اللاعبين في إصدار مايكروسوفت ويندوز ما يصل إلى 16 لاعباً عبر الشبكة المحلية أو الإنترنت.
يتميز إصدار نينتندو 64 بنوعين من الألعاب: مباراة الموت أو فريق مباراة الموت، حيث يكون الهدف هو قتل أكبر عدد ممكن من اللاعبين المعارضين؛ و«فراغ تاغ»، حيث يتم تحويل لاعب عشوائي واحد إلى قرد بدون هجمات وبصحة قليلة جداً. تتمثل مهمة القرد في الانتقال إلى نقطة معينة للعودة إلى شكلها الطبيعي وتحويل لاعب عشوائي آخر إلى قرد. يكتسب اللاعبون نقاطاً بقتل القرد ويخسرون نقاطاً إذا ماتوا مثل القرد. يحتوي إصدار مايكروسوفت ويندوز على ثلاثة أنواع من الألعاب: «روك ماتش»، وهو نفس لعبة مباراة «الموت الساحة»، حيث يجب أن يتنافس لاعبان أو فريقان ضد بعضهما البعض في ساحة المعركة. سيتعين على اللاعب أو الفريق الفائز مواجهة خصم جديد. إذا خسر اللاعب أو الفريق، فسيتعين عليهم الوقوف في الصف وانتظار دورهم التالي للقتال مرة أخرى وأخذ العَلم، حيث يكون الهدف هو التقاط الأعلام المتعارضة وإعادتها إلى قاعدة الفريق.

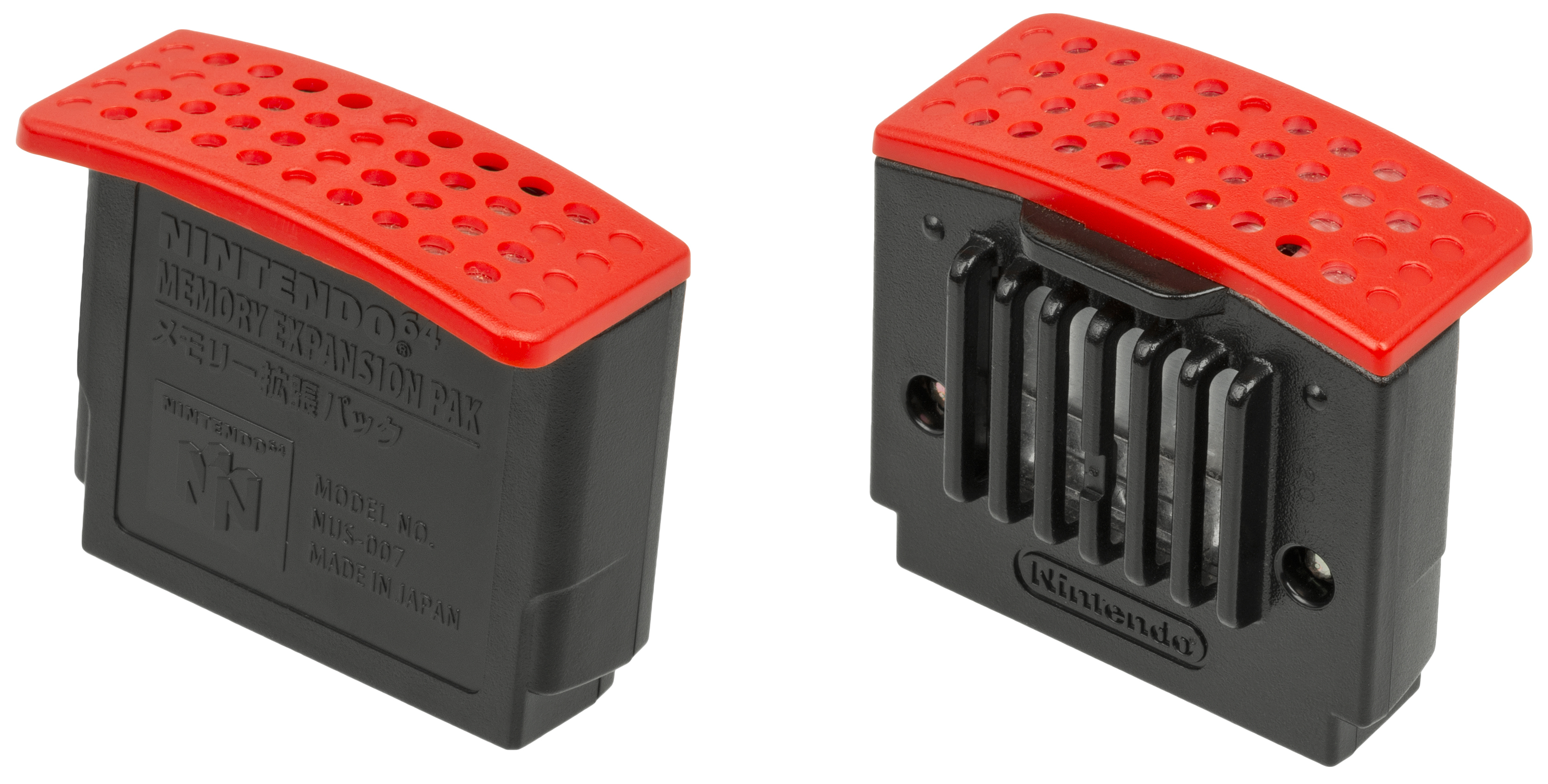
تدعم بذور الشر نينتندو 64 إكسبانشن باك ، والذي يسمح بتشغيل اللعبة بدقة 640 × 480 بكسل.

## التطور في اللعبة
تم تطوير توروك 2: بذور الشر بواسطة إغوانا للترفيه[بحاجة لمصدر] مع فريق بنفس حجم فريق صائد الديناصورات، والذي كان يتألف من 18 شخصاً. ومع ذلك ومع تقدم التطوير، تم إحضار المزيد من الموظفين للمساعدة في إكمال اللعبة. بدأ التطوير قبل إطلاق صائد الديناصورات والانتهاء من العمل التمهيدي على المستوى وتصميم الأعداء بحلول يوليو 1997. تم إستلهام سلاح «سيريبلر بور» من أسلحة «تال مان» من فيلم Phantasm عام 1979. تم وضع الفكرة الأساسية للسلاح خلال جلسة نقاش متعلقة بتصميم السلاح.
تستخدم اللعبة نسخة محسّنة من محرك صائد الديناصورات، والذي سمح للمطورين بإنشاء بيئات ذات هندسة أكثر تعقيداً ودمج نظام إضاءة حيث يمكن لمصادر الضوء أن تلقي بظلالها على الأشياء في الوقت الفعلي. تم تقليل ضباب المسافة في اللعبة وإخفائه على أنه تأثير جوي، مما أدى إلى تمكن اللاعبين من رؤية أبعد خمس مرات مما يمكنهم في اللعبة الأصلية. تقدم اللعبة والتركيز على الاستكشاف وأهداف المهمة مستوحاة من امتيازات (ماريو وزيلدا) كما أوضح دينستبير: "هذا شيء تعلمناه من مياموتو: ابدأ الأشياء ببساطة وأضف إليها تدريجياً كلما تقدمت، ستستخدم الأهداف اللاحقة البيئات الديناميكية بشكل أكبر.
بعد تلقي مجموعات تطوير نينتندو64DD التي تضمنت نينتندو 64 إكسبيرينس باك، أضافت إغوانا للترفيه وضعاً اختيارياً عالي الدقة للعبة في وقت مبكر من دورة التطوير. بالتزامن مع نينتندو 64 إكسبيرينس باك ، يسمح هذا الوضع باللعب بدقة 640 × 480 بكسل، وهو إنجاز تقني لـ نينتندو 64 في ذلك الوقت. تم استخدام تقنية نمذجة مضلعة مطورة لمنح اللعبة مخلوقات ذات تشكيل أفضل.
شعر «دينستبير» أنه إذا كانت رسومهم المتحركة تم التقاطها بالحركة، فإن الأعداء سيبدو وكأنهم شخص يتظاهر بأنه سحلية في زي. تتميز اللعبة برسوم متحركة مختلفة لمخلوقات مختلفة على عكس سابقتها، حيث يمتلك الأعداء نوعان من الرسوم المتحركة للموت، فإن بذور الشر تتضمن نوعاً ثالثاً وأكثر دموية. صُممت بذور الشر في الأصل لتلائم «خرطوشة»(نينتندو 64 سعة 12 ميجابايت. ومع ذلك عندما انخفضت أسعار الخراطيش، تمت زيادة سعة التخزين إلى 16 ميجابايت، مما سمح لفريق التطوير بإضافة وضع متعدد اللاعبين. تم تصميم المستويات متعددة اللاعبين بحيث يمكن للاعبين التمتع بكل أنواع التنقل، بما في ذلك الجري والقفز والتسلق والسباحة.
وفقًا «لدينستبير’ ، فإن حرية الحركة هذه» تعني أن اللاعبين لديهم قدر أقل بكثير من إمكانية التنبؤ بلعب مباراة الموت لأن لديهم طرق هروب محتملة أكبر بكثير داخل كل مستوى، بخلاف مستويات اللاعب الفردي، خرائط تعدد اللاعبين تتميز بمزيد من الهندسة الأساسية. تم إجراء هذا الاختيار لضمان معدل إطارات سلس. تم زيادة حجم «الخرطوشة» في النهاية إلى 32 ميجا بايت، وهو أكبر حجم للعبة نينتندو 64 في ذلك الوقت. استغرق التطوير الفعلي للعبة 21 شهراً تقريباً لإكماله وتم إجراء أكثر من 10,000 ساعة من اختبار اللعبة.
في مايو 1998، تم تقديم عرض توضيحي للعبة التي تعمل في وضع الدقة العالية في معرض الترفيه الإلكتروني. كانت اللعبة متوقعة إلى حد ما، وقد طلب تجار التجزئة في جميع أنحاء العالم 1.75 مليون نسخة من اللعبة قبل الإطلاق. كان من المقرر أصلاً شحن بذور الشر في أكتوبر 1998 لحضور حدث "تور أوكتوبر" التابع لشركة أكليم إنترتينمنت؛ ومع ذلك، تم تأجيل موعد الإصدار إلى نوفمبر. تم تأجيل تاريخ الإصدار مرة أخرى إلى ديسمبر بسبب الأخطاء الطفيفة التي تمنع اللعبة من الحصول على موافقة نينتندو، تم إصدار اللعبة في أمريكا الشمالية في 10 ديسمبر 1998. تمت إعادة جدولة اللعبة لإصدار أوروبي في 18 ديسمبر. كان هذا التأخير بسبب مشاكل في تركيب اللعبة على «خرطوشة» 32 ميغا بايت. في اليابان، تم إصدار اللعبة باسم العنف القاتل: الجيل الجديد من توروك (بالإنجليزية バ イ オ レ ン ス キ ラ ー TUROK NEW GENERATION "بالعربية تركيبة الجيل الجديد). تم إصدار لعبة مختلفة في نفس الكون الخيالي، بعنوان توروك 2: بذور الشر، من أجل غيم بوي كلر جنباً إلى جنب مع لعبة نينتندو 64. تم إصدار منفذ اللعبة لنظام التشغيل مايكروسوفت ويندوز في 9 فبراير 1999. تم تطوير الإعداد من الألف إلى الياء بواسطة استوديو مقره في مدينة سولت ليك ويدعم غيم سباي للعب متعدد اللاعبين عبر الإنترنت.

## الإقبال
استقبال توروك 2: بذور الشر تلقى مراجعات إيجابية للغاية من النقاد وبيعت 1.4 مليون نسخة بحلول يناير 1999. أشاد الجيل القادم بالجوانب التقنية للعبة والتحسينات التي طرأت على سابقتها، بينما وصف غيم سبورت بذور الشر بأنها «مطلق نار بارز ويجب شراؤه»، مشيراً إلى أن اللعبة «رفعت مستوى الرماة من منظور الشخص الأول» كما تم اعتبار الرسومات أحد أقوى جوانب اللعبة. ولوحِظ أنه في وضع الدقة العالية، كانت لعبة توروك 2: بذور الشر «مذهلة» مثل ألعاب الكمبيوتر الأكثر تطوراً في ذلك الوقت، كأنها الحقيقة الواضحة لـغولدن آي. قال «إيدج» إن النطاق الفني للعبة رائع، خاصة بالنسبة للعبة نينتندو 64، واعتبر أن قاذف اللهب لديه «أفضل رسم تصويري لمثل هذه المعدات حتى الآن في لعبة فيديو»
على الرغم من الإشادة بالرسومات على نطاق واسع لتفاصيلها، إلا أن معدل عرض الإطارات غير المتسق للعبة وضباب المسافة الشديد تم انتقادهما بشكل عام. قال بير شنايدر من IGN أنه على عكس سابقتها، فإن بذور الشر «تتخلى عن عرض التفاصيل في كثير من الأحيان، بحيث يتم تأجيل بعض اللاعبين (بالتأكيد بسبب التقلبات)» تم إبراز الموسيقى والمؤثرات الصوتية بشكل إيجابي. قال موقع غيم سبوت أن الموسيقى التصويرية «مناسبة تماماً للعبة وليست تطفلية أبداً»، بينما وصفها «فيكتور لوكاس» من إلكترك بلاي جراوند بأنها «مشوقة وديناميكية ومشحونة دائماً بالأدرينالين». وبالمثل "تيم ويفر" من مجلة ن 64 ألجئ الفضل إلى الموسيقى لكونها "مسجلة بشكل كبير مع الأوتار، خطوط الجهير والصراخ التي تهدد الأعصاب عندما ينطلق منك الأعداء من جميع الزوايا." كما لاحظ أن حلقة الموسيقى التصويرية كانت مقنعة جيداً.
تمت الإشادة بهذه اللعبة لمهامها العميقة للاعب واحد وأنواع الأعداء المتنوعة. سلطت لعبة غيم ريفولوشن الضوء على المستويات الطويلة والمعقدة، لكنها اعترفت بأن اللاعبين قد يركضون في دوائر لساعات في محاولة لمعرفة إلى أين يذهبون بعد ذلك. قد يكون هذا ممتعاً للأشخاص الذين يحبون الألغاز واللعب الطويل، لكنه يؤدي إلى تفاقم المزيد من اللاعبين ذوي التوجهات العملية. أعطت مجلة N64 علامات عالية لتصميم مستوى اللعبة وأوضحت أن إضافة أهداف المهمة" تمنح اللعبة مزيد من التركيز والأفضل على مجموعة مفاتيح سابقة محدودة جداً وبسيطة إلى حد ما. تم اعتبار الذكاء الاصطناعي للأعداء أكثر تقدماً من غولدن آي 007، حيث يمكن للأعداء الاحتماء خلف الأشياء والظهور برمي المتفجرات نحو اللاعب. أشارت غيم برو أيضاً إلى أنها كانت أكثر عدوانية من لعبة صائد الديناصور، كما تم الإشادة بترسانة الأسلحة الكبيرة للعبة، مع ملاحظة غيم سبوت أن "التجويف الدماغي" "ربما يكون أقوى سلاح على الإطلاق. تم الإشادة بوضع تعدد اللاعبين لاستخدامه للمساحة ثلاثية الأبعاد وأنواع الألعاب المبتكرة.
كان الإقبال الحرج لمنفذ مايكروسوفت ويندوز مختلطاً. انتقد "تال بيليفنز" من آي جي إن عناصر التحكم بسبب دعمها المحدود لوظائف لوحة المفاتيح والرسومات بسبب ضباب المسافة، والذي لم يكن شائعاً في ألعاب الكمبيوتر في ذلك الوقت. ومع ذلك، فقد امتدح نظام الحفظ للسماح للاعبين بحفظ اللعبة في أي وقت. كتب "إليوت تشين" في موقع غيم سبوت، وانتقد اللعبة لتصميمها المربك للمستوى وإصرارها على لعب مستوى مرة أخرى إذا فات اللاعب مفتاحاً. في حفل توزيع جوائز غيم سبوت ألعاب السنة لعام 1998، تم منح إصدار نينتندو 64 جائزة لعبة إطلاق النار لهذا العام. في مراجعة بأثر رجعي، صرح "مارتن واتس" من نينتندو لايف أن توروك 2: بذور الشر "من المحتمل جداً أن يكون أفضل جهد طرف ثالث تم إصداره على الإطلاق لـنينتندو 64.

## التعديل
في عام 2015، أعلنت نايت دايف إستوديوز أنها كانت تطور نسخة معدلة من بذور الشر وسابقتها. تم إصدار النسخة المعدلة لنظام التشغيل مايكروسوفت ويندوز في 16 مارس 2017، ولأجهزة إكس بوكس ون في 2 مارس 2018، ولأجهزة ماك أو إس ولينكس في 12 سبتمبر 2018. تتميز برسومات محسّنة، وذكاء اصطناعي محسّن للأعداء، وخيار الالتفاف السريع إلى البوابات التي تمت زيارتها سابقاً، ووضعاً جديداً متعدد اللاعبين يسمى آخر توروك الصامدين. تم إصدار النسخة المعدلة لجهاز نينتندو سويتش في 9 أغسطس 2019. على عكس الإصدارات الأخرى من التعديل، فإن إصدار نينتندو سويتش لا يتضمن وضعاً متعدد اللاعبين.

## ذات صلة

### ألعاب فيديو أكشنAction game«مماثلة»
God of War (2018), Far Cry 3 , Dying Light , Doom (2017), Devil May Cry 5 , Dark Souls Remastered , Bloodborne , BioShock , Bayonetta 2 , Assassin’s Creed IV: Black Flag , Batman: Arkham Asylum , Wolfenstein: The New Order , Uncharted 2: Among Thieves , Saints Row IV: Re-Elected , Resident Evil 2 (2019), Resident Evil 4 , Saints Row The Third , Middle-Earth: Shadow of War , Metal Slug , Max Payne , Metal Gear Solid

## روابط خارجية
توروك 2: بذور الشر في ألعاب موبي